# 셴닝시
셴닝(함녕, 중국어: 咸宁, 병음: Xiánníng)은 중화인민공화국 후베이성에 있는 지급시이다.

## 지리
셴닝은 후베이성의 남동부, 우한시 정남쪽의 장강 남안과 무푸 산맥 북쪽 사이에 위치한다. 동쪽으로 황스, 북쪽으로 우한, 서쪽으로 징저우와 접한다. 남동쪽으로 장시성, 남서쪽으로 후난성과 접하여 후베이 성의 남쪽 관문으로 불린다. 북부는 주로 평원과 호수로 이루어져있고 남부는 언덕과 산지 지역이다.
셴닝의 기후는 대륙성 온대 기후이다. 연평균 기온은 17 °C이고 연평균 강수량은 1600mm이다.
| 셴닝시의 기후                                                 | 셴닝시의 기후 | 셴닝시의 기후 | 셴닝시의 기후 | 셴닝시의 기후 | 셴닝시의 기후 | 셴닝시의 기후 | 셴닝시의 기후 | 셴닝시의 기후 | 셴닝시의 기후 | 셴닝시의 기후 | 셴닝시의 기후 | 셴닝시의 기후 | 셴닝시의 기후  |
| 월                                                            | 1월           | 2월           | 3월           | 4월           | 5월           | 6월           | 7월           | 8월           | 9월           | 10월          | 11월          | 12월          | 연간           |
| ------------------------------------------------------------- | ------------- | ------------- | ------------- | ------------- | ------------- | ------------- | ------------- | ------------- | ------------- | ------------- | ------------- | ------------- | -------------- |
| 역대 최고 기온 °C (°F)                                        | 24.2 (75.6)   | 29.0 (84.2)   | 34.7 (94.5)   | 35.7 (96.3)   | 37.4 (99.3)   | 38.6 (101.5)  | 41.5 (106.7)  | 41.7 (107.1)  | 40.1 (104.2)  | 36.4 (97.5)   | 32.2 (90.0)   | 25.8 (78.4)   | 41.7 (107.1)   |
| 일평균 최고 기온 °C (°F)                                      | 8.5 (47.3)    | 11.4 (52.5)   | 17.5 (63.5)   | 23.2 (73.8)   | 27.4 (81.3)   | 30.1 (86.2)   | 33.4 (92.1)   | 33.2 (91.8)   | 28.9 (84.0)   | 23.4 (74.1)   | 17.3 (63.1)   | 11.2 (52.2)   | 22.1 (71.8)    |
| 일일 평균 기온 °C (°F)                                        | 4.4 (39.9)    | 6.9 (44.4)    | 12.2 (54.0)   | 17.6 (63.7)   | 22.1 (71.8)   | 25.4 (77.7)   | 28.5 (83.3)   | 28.1 (82.6)   | 23.9 (75.0)   | 18.3 (64.9)   | 12.3 (54.1)   | 6.4 (43.5)    | 17.2 (62.9)    |
| 일평균 최저 기온 °C (°F)                                      | 1.5 (34.7)    | 3.6 (38.5)    | 8.1 (46.6)    | 13.2 (55.8)   | 18.0 (64.4)   | 21.8 (71.2)   | 24.9 (76.8)   | 24.3 (75.7)   | 20.3 (68.5)   | 14.6 (58.3)   | 8.7 (47.7)    | 2.8 (37.0)    | 13.5 (56.3)    |
| 역대 최저 기온 °C (°F)                                        | −6.7 (19.9)   | −7.7 (18.1)   | −2.2 (28.0)   | 2.3 (36.1)    | 9.0 (48.2)    | 12.6 (54.7)   | 19.4 (66.9)   | 18.4 (65.1)   | 10.8 (51.4)   | 2.3 (36.1)    | −2.5 (27.5)   | −10.7 (12.7)  | −10.7 (12.7)   |
| 평균 강수량 mm (인치)                                         | 74.8 (2.94)   | 90.8 (3.57)   | 137.9 (5.43)  | 187.6 (7.39)  | 202.0 (7.95)  | 244.4 (9.62)  | 251.0 (9.88)  | 153.8 (6.06)  | 91.7 (3.61)   | 77.7 (3.06)   | 79.4 (3.13)   | 49.7 (1.96)   | 1,640.8 (64.6) |
| 평균 강수일수 (≥ 0.1 mm)                                      | 12.1          | 12.4          | 15.4          | 13.9          | 14.2          | 14.0          | 13.3          | 12.5          | 9.4           | 9.9           | 10.4          | 9.3           | 146.8          |
| 평균 강설일수                                                 | 4.7           | 2.2           | 0.6           | 0             | 0             | 0             | 0             | 0             | 0             | 0             | 0.2           | 1.7           | 9.4            |
| 평균 상대 습도 (%)                                            | 78            | 77            | 76            | 75            | 76            | 80            | 77            | 79            | 78            | 76            | 77            | 75            | 77             |
| 평균 월간 일조시간                                            | 85.7          | 86.1          | 104.7         | 132.1         | 144.2         | 135.5         | 189.8         | 182.8         | 146.3         | 136.4         | 119.9         | 115.1         | 1,578.6        |
| 가능 일조율                                                   | 26            | 27            | 28            | 34            | 34            | 32            | 45            | 45            | 40            | 39            | 38            | 37            | 35             |
| 출처: 중국기상국 (평년값: 1991년~2008년, 극값: 1981년~2010년) |               |               |               |               |               |               |               |               |               |               |               |               |                |

## 역사
셴닝시 퉁청현은 반란에 실패한 이자성이 사망한 곳이다.
1983년 8월에 셴닝 현이 승격되어 셴닝 시(현급시)가 되었다. 1998년 12월에 셴닝 시가 지급시로 승격되었고, 기존의 현급시였던 셴닝 시는 셴안 구가 되었다.

## 경제
농업과 임업은 셴닝의 두 개의 가장 큰 산업이다. 셴닝은 "목서의 도시", "난 대나무의 도시", "차의 도시"와 같은 세 가지 별칭으로 알려져있다. 100만 무가 넘는 난 대나무 숲과 3만 무의 목서 숲, 15만 무가 넘는 차 밭이 있다.
광물 자원 또한 셴닝 경제에서 중요한 부분을 차지한다. 니오브, 금, 마그네슘, 안티몬, 모나자이트, 석탄, 망간, 바나듐, 운모와 대리석은 모두 셴닝에서 채굴된다.

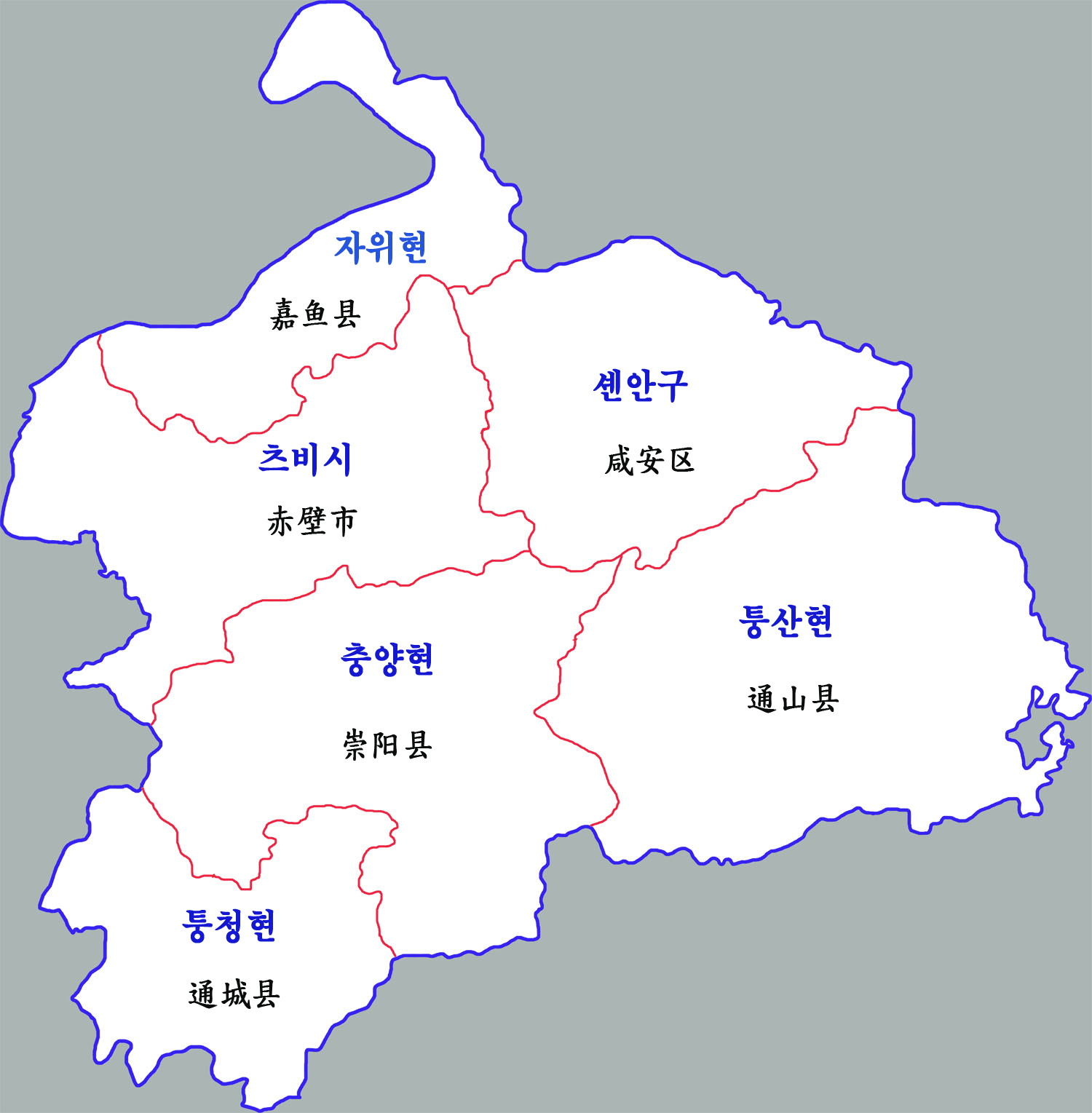
셴닝시 현급구역

## 행정 구역
1개의 시할구, 1개의 현급시, 4개의 현을 관할한다.
시할구
- 셴안 구 (咸安区)

현급시
- 츠비 시 (赤壁市)

현
- 자위 현 (嘉魚県)
- 퉁산 현 (通山県)
- 충양 현 (崇陽県)
- 퉁청 현 (通城県)

## 교통

### 철도
- 징광 철도 (베이징 - 광저우)

### 도로
- 징주 고속도로 (京珠高速道路) (베이징 - 주하이)